# 방어진료
방어진료(Defensive medicine), 자기 방어적 의료 조치는 환자에게 반드시 최선의 선택은 아니지만 주로 잠재적인 원고인 환자로부터 의사를 보호하는 역할을 하는 진단 테스트나 의학적 치료를 권장하는 관행을 말한다. 방어진료는 의료과실 보험료의 상승과 진단이나 치료가 누락되거나 지연되었지만 과잉진단을 받지 않은 것에 대해 소송을 제기하는 환자의 편견에 대한 반응이다.
미국의 의사들은 소송을 당할 위험이 가장 높으며 과잉 치료가 일반적이다. 미국에서 의사를 상대로 제기된 소송 건수는 의사의 행동과 의료 행위에 상당한 영향을 미쳤다. 의사들은 소송에 대한 노출을 줄이기 위해 검사를 지시하고 고위험 환자의 치료를 기피하거나(선택권이 있는 경우), 지나치게 높은 보험료로 인해 진료를 중단해야 한다. 이러한 행동은 방어진료, 즉 주로 책임 위협으로 나타나는 건전한 의료 관행에서 벗어난 행위로 알려져 있다.
인도에서는 의사에 대한 물리적 공격의 증가와 공공 및 정부 시스템의 지원 부족이 방어진료의 주요 원인이다.